# 光敏性喷嚏反射
光敏性喷嚏反射（英語： Autosomal Dominant Compelling Helio-Ophthalmic Outburst（ACHOO）,又称强迫性常染色体显性遗传光眼激发综合征或photosneezia（这个词来自希腊语φῶς ，PHOS，意旨「光」）是一种反射性疾病，表现是对于多种刺激，如看亮光或眼周注射，会引起喷嚏。这种情况影响了世界上18-35%的人口，但其确切的作用机制还不太清楚。

## 症状
光性喷嚏反射的表现形式是对刺激物作出无法控制的打喷嚏反应，而这种刺激物在没有这种特征的人身上不会产生喷嚏。打喷嚏一般是以1至10个喷嚏的阵势出现，然后是一个可长达24小时的不应期。

### 光敏性喷嚏
暴露在明亮的光线下引起的的光敏性喷嚏是光敏性喷嚏反射最常见的表现。这种喷嚏似乎是由光强度的变化引起的，而不是特定波长的光引起的。
阿拉巴馬大學伯明翰分校视光学学院的一项研究发现，在所测试的样本中，女性占打喷嚏者的67% ，高加索人占94% 。这项研究还发现了光敏性喷嚏和鼻中隔偏斜的统计学相关性。进一步的研究表明这种机制是遗传的。

### 对眼周注射的反应
在眼内外科手术中，如角膜移植手术，患者通常需要在眼内注射局部麻醉药。对于有光敏性喷嚏反射的病人，往眼睛里注射，例如在球周阻滞中的注射会引起打喷嚏。在这些过程中，可以在眼周注射之前給予患者镇静，因为病人如果开始打喷嚏，针可能插入眼睛，导致麻醉师不得不在注射局部麻醉药时取出针头，以避免损伤病人的眼睛。

### 饭后打喷嚏
一种被称为味觉性鼻炎的疾病会导致一些人在进食（特别时辛辣食物）后打喷嚏。 胃胀是另一个能引起不可控制的喷嚏的刺激。那些表现出这种症状或紊乱的人，被称为味觉性鼻炎，在吃完大餐后，不管吃的是什么类型的食物，都会立即出现无法控制的3-15个喷嚏。味觉性鼻炎不被认为是任何类型的过敏反应。 与光敏性打喷嚏和对眼周注射反应的打喷嚏相比，人们对这一特征的了解更少，它似乎是以常染色体显性遗传的。

## 风险
打喷嚏通常来给个人带来一些麻烦，而不是受伤的风险。然而，在某些情况下，比如驾驶汽车，或者在手术(牙科、光学)和将明亮的灯光对准病人的脸部时，光敏反射引起的喷嚏可能会造成危险。

### 疾病传播
也许打喷嚏最普遍的风险是它会传播疾病。细菌感染可以通过喷嚏喷出的飞沫中悬浮的微生物传播到易受感染的未感染人群。通常通过打喷嚏传播的细菌包括细菌性脑膜炎、链球菌性喉炎和肺结核。病毒感染也可以通过打喷嚏传播。当病毒通过喷嚏排出时，其粘膜蒸发，病毒成为可被另一个人吸入的液滴核，从而引起有毒害感染。通过打喷嚏传播的致命感染的例子包括麻疹、腮腺炎、风疹、流感和冠状病毒。

### 驾驶
驾驶时打喷嚏会令载具失去控制，导致驾驶员受伤，载具及/或周围环境受损。特别是，光喷嚏对飞行员造成相当大的风险，因为控制飞行器需要经常感知日光强度以及做出准确反应。对于战斗机的飞行员来说，如果在空战中发生不请自来的喷嚏，飞行员可能会在其状态意识需要达到最大值时失去行动能力。飞机降落在航空母舰或海岸线上也需要精确的动作和快速的反应。飞行员在试图着陆时，即使仅一次喷嚏，也可能导致飞行器失去控制，造成灾难。

### 医疗程序
操作异丙酚麻醉时，给病人眼周或球后注射，此时经常出现无法控制的喷嚏。

## 病理生理学
关于光敏性喷嚏反射带来的打喷嚏的真正原因和机制有很多争论。打喷嚏是对鼻腔刺激的反应，鼻腔刺激导致传入的神经纤维信号通过三叉神经的眼支和上颌支传播到脑干的三叉神经核。 该信号在三叉神经核中被解释，传出的神经纤维信号进入身体的不同部位，如粘液腺和胸腔横膈膜，从而产生喷嚏。 正常的喷嚏和光敏性喷嚏之间最明显的区别是刺激：正常的喷嚏是由于鼻腔内的刺激而发生的，而光敏性喷嚏可以由各种刺激引起。还有一个遗传因素，增加了光喷嚏反射的概率。 rs10427255 SNP上的C等位基因尤其与此有关，尽管该基因增加这种反应的概率的机制尚不清楚。下面是一些理论。

### 视三叉神经加成
刺激三叉神经的眼支可能会增强上颌支的应激性，导致打喷嚏的可能性增加。这种机制类似于恐光症的发生机制，即持续的光暴露通过视神经和三叉神经传递信号，使眼支的敏感度增加。如果这种敏感性增加发生在上颌支而不是眼支，可能会导致打喷嚏而不是恐光症。

### 副交感神经泛化
副交感神经有许多邻近的纤维，它们对不同的刺激有反应。当一个刺激激活副交感神经的多个神经纤维时，就会产生副交感神经泛化。有一种可能性是，来自眼睛的感觉输入可以传递到大脑皮层中的神经元，这些神经元负责解释这些信号。这可能导致打喷嚏以应对刺激以外的鼻刺激。

### 光敏感度增加
当三叉神经受到直接刺激时，可能会导致眼神经对光的敏感性增加。直接刺激的一个例子是拔眉毛或拔头发。 在许多显示光反射喷嚏的人中，这种直接刺激可以导致光敏性喷嚏，这就是为什么我们发现在明亮的光线更容易造成光敏性喷嚏。

### 异丙酚诱导的抑制作用
在眼周注射异丙酚时打喷嚏失控可能是药物引起的。异丙酚已被证明可以暂时抑制脑干中的抑制性神经元，这也是三叉神经核——大脑的“喷嚏中心”所在的地方。这一连串的事件导致对刺激的敏感性增加，不隨意反應的阈值降低。在这种高度敏感的状态下，眼周注射会刺激三叉神经的眼支和/或上颌支，从而导致三叉神经核的加成。这种加成可能导致无意识病人打喷嚏。

## 应对
虽然人们对这种现象了解甚少，但最近的研究表明，用于治疗季节性过敏引起的鼻炎的抗组织胺药物也可以减少这两种疾病患者打喷嚏的几率。
那些受到光敏性喷嚏反射影响的人可以用帽子、围巾和墨镜遮住眼睛和/或面部，或者用手指横向压迫人中来缓解症状。

## 历史
光敏性喷嚏反射在很久以前就有记录。公元前350年，希腊哲学家亚里士多德是第一个思考这一奇怪现象的人，他在《问题丛书》(The Book of Problems) 中探索了为什么看着太阳会让人打喷嚏: “为什么太阳的热量会引起打喷嚏?” 他推测，太阳的热量导致鼻子内部出汗，从而引发打喷嚏以去除水分。 17世纪，英国哲学家弗朗西斯 · 培根反驳了亚里士多德的理论，他闭着眼睛面向太阳，这样做不会引起普通的喷嚏反应。因此，弗朗西斯 · 培根猜测眼睛在触发光敏性喷嚏反射中起着至关重要的作用。他认为看到太阳的光线会让眼睛流泪，然后水分会渗入鼻子，刺激鼻子，从而打喷嚏。科学家后来认定这个理论虽然合理，但是是错的，因为阳光照射后，太阳引起的喷嚏发生很快; 而眼睛流泪的过程比较缓慢，所以它不能在触发反射中发挥重要作用。
如今，科学界的注意力主要集中在亨利·埃弗雷特1964年提出的一个假说上，他是第一个把光性喷嚏反射称为“光敏喷嚏效应”的人。由于神经系统以极快的速度传输信号，埃弗雷特博士假设该综合症与人类神经系统有关，可能是由于神经信号的混杂引起的。 光敏性喷嚏反射的遗传基础仍然不清楚，而且尚未发现和研究这种情况的基因。然而有人认为，它是由一个可遗传的常染色体显性性状引起的。